# Tacite
Pour les articles homonymes, voir Tacite (homonymie).
Tacite, en latin Publius Cornelius Tacitus Ca(ecina Paetus), né en 58 et mort vers 120 ap. J.-C, mène comme sénateur romain une carrière dans la haute administration impériale. Il est renommé comme historien, grâce à ses ouvrages les Annales et les Histoires, chronique de la période des quatre empereurs julio-claudiens après Auguste.

## Biographie

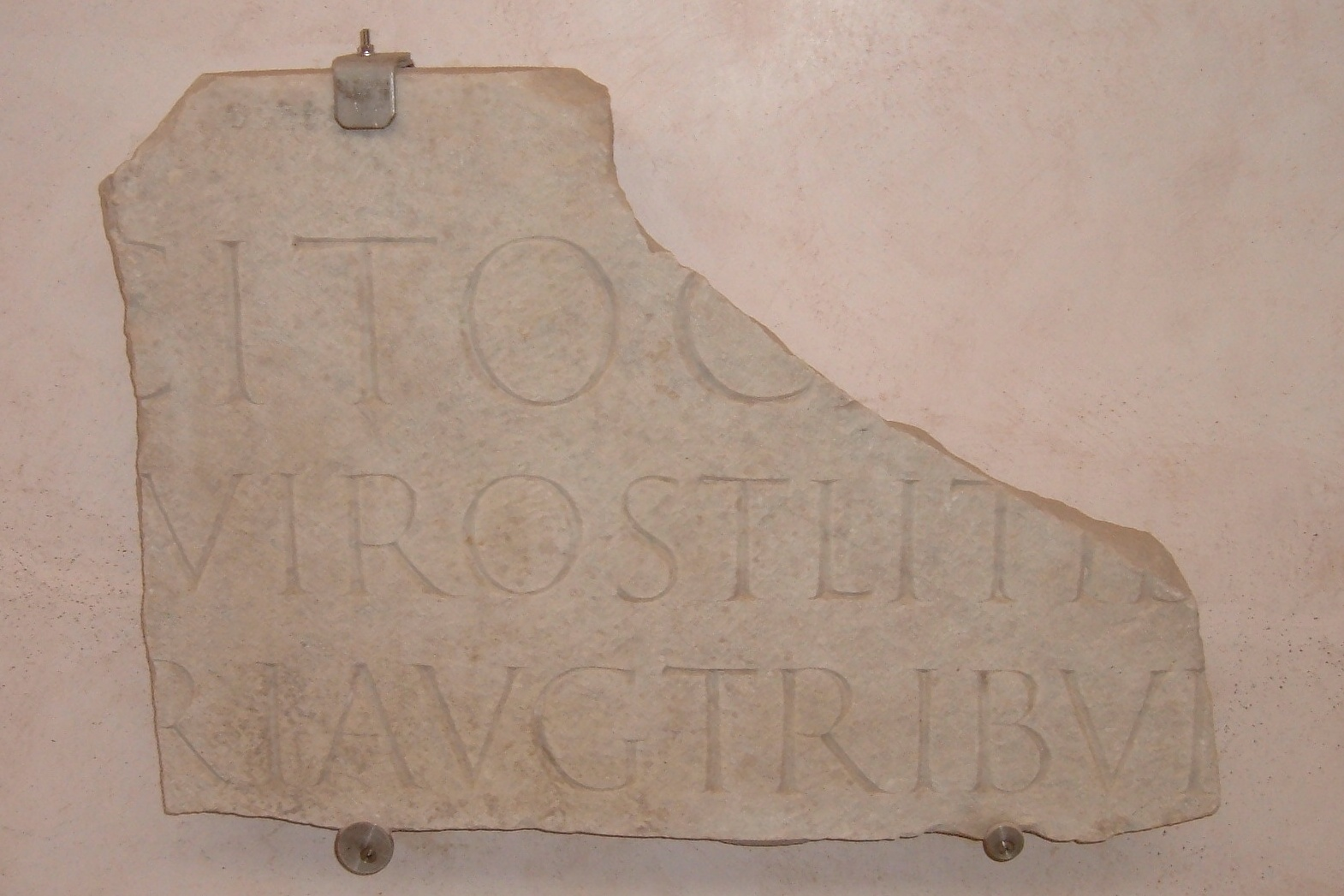
Inscription fragmentaire, attribuée à Tacite. Musée des Thermes de Dioclétien, Rome.

On connaît peu de choses sur la vie de Tacite, les indications éparses dans ses écrits sont partiellement complétées par la Correspondance de son ami Pline le Jeune. Les débuts de sa carrière sont désormais mieux connus grâce à l'identification en 1995 par Géza Alföldy d'une inscription latine comme étant un fragment de son épitaphe,. 
Tacite est né sous Néron, probablement en 57 au plus tard, date déduite de l'année de sa préture en 88, magistrature requérant l'âge minimum de trente ans. De ce fragment et de son contexte archéologique on peut supposer que le nom complet de Tacite était Publius Cornelius Tacitus Caecina Paetus. Le gentilice Cornelius est répandu en Espagne, en Gaule cisalpine (Italie du Nord) et en Gaule narbonnaise. D'une Lettre de Pline le Jeune, Ronald Syme déduit qu'il était vraisemblablement originaire de Gaule narbonnaise, peut-être de Vaison-la-Romaine ou de Fréjus, cité de naissance de son beau-père Agricola. Il était issu d'une famille de l'ordre équestre. On sait grâce à Pline l'Ancien qu'un Cornelius Tacitus, peut-être son père ou son oncle, fut procurateur de la province de Gaule belgique,. En revanche, l'épouse de son père était peut-être issue d'une famille sénatoriale puisqu'elle semble avoir été une Caecina appartenant à une famille sénatoriale originaire d'Étrurie. Premier membre de sa lignée provinciale à entrer au Sénat, Tacite fut donc un homo novus.
Tacite a fort probablement suivi le parcours classique de l'éducation des jeunes aristocrates romains, il a fréquenté le grammaticus, puis le rhetor et il est possible qu'il ait été l'élève de Quintilien. Ses études et ses origines lui ouvrent les portes du forum et c'est ainsi que commence sa carrière vers 75, date à laquelle il situe plus tard son Dialogue des orateurs : grâce à Vespasien il entre dans l'ordre sénatorial,. Ayant reçu le laticlave, il commence sa carrière vers 76 par une fonction du vigintivirat et plus précisément le poste de decemvir stlitibus iudicandis avant d'accomplir, fort probablement l'année suivante, son tribunat militaire dans une légion. Selon Pierre Grimal, on peut supposer d'après certains indices un service sur la frontière du Rhin, peut-être en Gaule belgique comme son homonyme. Selon Antony Birley il est possible que Tacite ait pu servir en Bretagne sous les ordres de son beau-père. Il a en effet épousé en 77 Julia Agricola (décédée après 93), la fille du consul Cnaeus Julius Agricola, ce qui l'associe à un personnage prestigieux.
En 81, sous Titus, il devient questeur en tant que quaestor augusti, distinction remarquable car ces questeurs sont plus particulièrement attachés à l'empereur, signe d'une grande faveur. Tacite est alors sans doute un peu plus jeune que l'âge normal pour cette fonction. Vers 83, il est tribun de la plèbe ou édile, deux degrés du cursus considérés comme équivalents.
Ainsi qu'il le précise lui-même dans les Annales, Tacite prend une part active aux cérémonies des Jeux séculaires de Domitien en 88, en tant que Quindecemvir sacris faciundis, prêtrise prestigieuse qui lui est conférée à un âge relativement jeune, et comme préteur, sans doute à l'âge minimal, il a alors 30 ans. De 89 à 93, il est en poste en province, sans doute en tant que légat de légion, dans un endroit indéterminé de l'empire,. Le règne de Domitien vit donc Tacite avancer régulièrement dans la carrière.
En 93, après la mort d'Agricola, Tacite retourne à Rome. Le sénat est alors secoué par des procès et de violentes attaques de Domitien contre les sénateurs, et Tacite se voit contraint d'assister et de participer à la purge,. Tacite n'ayant obtenu le consulat qu'en 97, il faut lui supposer entre 94 et 97 au moins une fonction de rang prétorien, vraisemblablement un gouvernement de province, avancement normal pour une carrière comme la sienne.
Tacite fut donc consul suffect, sous l'empereur Nerva, mais il avait peut-être été désigné par Domitien. La même année, il fut chargé de l’oraison funèbre de Lucius Verginius Rufus, personnage prestigieux qui avait refusé, à la fin du règne de Néron, d'usurper le pouvoir, déclarant que seul le Sénat pouvait en disposer. Ces circonstances, associées au climat politique du règne de Nerva, sont peut-être à l'origine de sa décision de rédiger la Vie d'Agricola et de se tourner vers l'écriture de l'histoire. L'arrivée de Trajan au pouvoir début 98 confirme le changement politique apporté par la mort de Domitien ; en écrivant La Germanie, Tacite se consacre à une région où se trouvait Trajan lors de sa prise de pouvoir, et aborde une question d'actualité : l'éventuelle poursuite d'une politique de conquêtes. Dès lors, Tacite partage ses activités entre l'écriture de l'histoire et ses activités de sénateur.
En 100, il assure au Sénat l'accusation contre l’ancien proconsul d'Afrique Marius Priscus, criminel corrompu ; Pline le Jeune a souligné l’éloquence et la dignité de ce plaidoyer,.
Après l'affaire Priscus, on perd la trace de Tacite. Une lettre de Pline en date de 104 le félicite de son retour à Rome, ce qui laisse supposer une absence d'une certaine durée, peut-être, selon Pierre Grimal, une mission proconsulaire vers 103-104.
Une inscription grecque découverte à Mylasa, cité de de la province d’Asie, mentionne P. Cornelius Tacite comme proconsul. L'accès à cette prestigieuse charge, la plus haute fonction politique du cursus avec le proconsulat d'Afrique, est accordé à cette époque en moyenne douze ou treize ans après un consulat, voire parfois seize ans après, ce qui pour Tacite situerait ce proconsulat d'Asie dans les années 113-116. D'après les proconsuls connus pour cette province, celui de Tacite pourrait se placer en 112 ou en 113, c'est-à-dire quinze ans après son consulat.
On ne sait rien sur le reste de sa vie. On admet qu'il vit encore en 117, année de la mort de Trajan, parce qu'il déclare que de son temps à lui, Tacite, « l'empire s'étend jusqu'à la mer Rouge », atteinte par la conquête de Trajan en 116. Tacite serait mort dans les années 120.

## Œuvres
- Janvier 98, après l'avènement de Trajan[28] : De Vita Agricolae (La vie d'Agricola)

C. Corn. Tacitus et in eum M.Z. Boxhornii, etc. H. Grotii observationes, Venetiis, apud Nicolaum Pezzana, 1672

- Fin 98 ou 99[37] : De situ ac populis Germaniae ou De origine et situ Germanorum (La Germanie)
- 107 : Dialogus de oratoribus (Le Dialogue des orateurs)
- 109 : Historiae (Histoires)
- 110 : Ab excessu diui Augusti (œuvre inachevée correspondant à ce que la tradition a nommé Les Annales)

### La Vie d’Agricola(De vita Iulii Agricolae)
Cette biographie parait en 98, cinq ans après la mort d'Agricola, beau-père de Tacite. Cette œuvre a deux motivations :
- Tacite n'était pas à Rome au moment de la mort de son beau-père et n'a donc pas pu prononcer son éloge funèbre.
- Tacite voulait, par contraste avec le régime en exercice, faire l'apologie d'une forme de virtus et de qualités humaines dont Domitien était dépourvu. Il tenait ainsi à montrer une opposition discrète, une sorte de résistance passive.

En écrivant La Vie d'Agricola, Tacite veut rendre hommage à un homme qu'il a aimé et estimé. Il loue en lui un bon serviteur de l'Empire, qu'il a contribué à étendre, en achevant la conquête de la Bretagne (Britannia, la Grande-Bretagne actuelle) et en la pacifiant. Ainsi l’œuvre se présente à la fois comme un éloge funèbre et un essai historique sur la Bretagne, sur ses habitants et sa conquête. C’est aussi un manifeste contre la tyrannie de Domitien, assassiné en 96. Ce qui est frappant dans cette œuvre, c'est l’approche originale que Tacite fait du phénomène de la conquête impérialiste. Il s’intéresse en géographe et en ethnologue — comme dans la Germanie — à ces Barbares attaqués par l’expansion romaine, en tenant compte du point de vue des conquis et pas seulement de celui des conquérants. Quelles raisons auraient-ils d’accepter passivement la servitude ? La conquête assure la force et la gloire du peuple romain, mais peut-elle prétendre assurer le bonheur des vaincus ? En voici la composition :
- Chap. I à III : le début de l'œuvre est placé sous le patronage de Nerva et Trajan, qui ont rendu la liberté au peuple romain.
- Chap. IV à IX : la vie d'Agricola proprement dite.
- Chap. X à XXXVIII : dissertation ethnographique et géographique sur la Bretagne et les Bretons. Tacite détaille la conquête de l'ile. Agricola y est montré comme le représentant de toutes les vertus.
  - Chap. XXXIX à XLII : retour à Rome, disgrâce et traversée du désert.
  - Chap. XLIII- XLVI : mort et portrait final d'Agricola. Tacite invite à suivre cet exemple.

### La Germanie(De situ ac populis Germaniae)
En 98 paraît également La Germanie (ou Sur l’origine et le pays des Germains), petit ouvrage d’actualité — Trajan fortifiait la frontière du Rhin —, mais dont le caractère est plus nettement historique et ethnographique. C’est une description des différentes tribus vivant au nord du Rhin et du Danube. Tacite s’inspira nettement d’auteurs antérieurs comme Tite-Live ou Pline l’Ancien. L’amour de la liberté des Germains, leur vigueur, leur bravoure sont opposés à la corruption sévissant à Rome.
46 chapitres nous sont parvenus, dont la répartition est très nette :
- chapitres I à XXVII : chaque chapitre est consacré à une question. C'est une notice sur un sujet déterminé : habitat, nourriture, hospitalité, jeux, mariage, habillement ;
- chapitres XXVIII à XLVI : passage en revue des différents peuples germains d'ouest en est, depuis les bords du Rhin jusqu'à l’actuelle Russie, en passant par la Baltique et la Scandinavie.

On peut retenir deux leçons :
- leçon morale : la pauvreté et la simplicité des institutions maintiennent chez les Germains une pureté de mœurs dont les Romains se sont éloignés. C'est un thème stoïcien constamment présent ;
- leçon politique : ces vertus, qui sont les mêmes que celles qui ont rendu redoutable la Rome ancienne, sont inquiétantes pour l'avenir de l'Empire romain.

### Le Dialogue des orateurs(Dialogus de oratoribus)
On a hésité quelquefois à attribuer Le Dialogue des orateurs à Tacite, mais tous les manuscrits le mettent sous son nom. L’ouvrage fut sans doute composé en 80 ou 81, au moment où Tacite était encore entièrement tourné vers l’éloquence et publié vraisemblablement en 107.
Tacite adresse le Dialogue à Lucius Fabius Iustus, qui lui a demandé les causes du déclin de l’éloquence. Il rapporte, à la manière cicéronienne, un entretien auquel il assista en 75 entre le poète Maternus et les orateurs Marcus Aper, Julius Secundus (ses deux maîtres) et Vipstanus Messala. Le Dialogue ne répond pas immédiatement à la question posée. Dans une première partie, Aper et Maternus discutent avec chaleur des mérites respectifs de l’éloquence et de la poésie. Dans une seconde partie, en recherchant si l’éloquence est en décadence, les interlocuteurs opposent les modernes aux anciens. On en arrive enfin aux causes du déclin de l’éloquence : relâchement moral dans l’éducation, médiocrité de l’enseignement des rhéteurs, perte de la liberté politique et nouvelles conditions sociales.

### Les Histoires(Historiae)
Les Histoires, publiées entre 106 et 109, décrivent l'Empire romain du 1er janvier 69 à l'année 96, c’est-à-dire de l'avènement de Galba à la mort de Domitien. Saint Jérôme nous indique que l’œuvre de Tacite comptait 30 livres, on considère en général que les Histoires occupaient 12 livres de ce total. Il n'en reste néanmoins aujourd'hui que 5 : l'intégralité des quatre premiers livres et les 26 premiers chapitres du livre V. Le contenu de l'œuvre originelle couvre les règnes suivants : Galba, Othon, Vitellius, Vespasien, Titus et Domitien. La partie de l'œuvre qui nous est parvenue s'achève au début du règne de Vespasien

### Les Annales(Ab excessu diui Augusti)
Écrite en 110, cette œuvre constitue, sans doute, la grande œuvre historique de Tacite. Le titre apocryphe qu'a retenu la tradition (Les Annales) est issu d'une interprétation abusive du passage IV, 32. On ne sait si l'auteur acheva son œuvre avant de mourir. Celle-ci devait comporter 16 livres dont le contenu s'étend du début du règne de Tibère (14 ap. J.-C.) à la fin du règne de Néron (68 ap. J.-C.). Nous avons conservé les livres I à IV, le début du livre V, une partie du livre VI ainsi que tout ce qui est compris entre la deuxième moitié du livre IX et la première moitié du livre XVI. Nous avons donc perdu la fin du règne de Tibère, entièrement celui de Caligula, le début du règne de Claude et les deux dernières années du règne de Néron.
Tacite puisa ses sources dans les ouvrages d’autres historiens, dans les registres publics et parfois dans sa propre expérience. À la fois historien et moraliste, Tacite y dépeint avec pessimisme, comme pour les Histoires, les mentalités, les grands événements et les mœurs des hommes de son temps : l'analyse est équilibrée et le style concis. Ainsi le portrait que trace l'historien des empereurs et de leur entourage est-il impitoyable : obsession du complot chez Tibère, faiblesse indigne d'un prince chez Claude, monstruosité de Néron. L'entourage, composé d'Agrippine, la mère de Néron, et des affranchis, exécuteurs des basses œuvres, est au diapason. L'assassinat est l'arme favorite du pouvoir. De cette œuvre, Racine tirera le sujet d'une de ses tragédies : Britannicus. Nous retrouvons dans les Annales la matière littéraire des Histoires, mais l’approche des évènements politiques est sensiblement différente. Tacite tourne essentiellement ses regards vers la politique intérieure et l’équilibre traditionnel entre « ce qui se passe à Rome » et « ce qui se passe à l’extérieur » n’est pas respecté.
Un passage des Annales évoque l'incendie de Rome de 64 et la réaction de Néron qui, pour s'en dédouaner, accuse et fait exécuter « des gens détestés pour leur turpitude que la foule appelait « chrestianos » ». Le passage constitue l'une des rares attestations indépendantes sur l'existence à Rome, aux alentours des années 60, d'adeptes du christianisme — qualifié d'« exécrable superstition » — et sur l’exécution en Judée, sous Ponce Pilate, de leur fondateur désigné comme « Christos », que Tacite prend pour un nom propre. S'il condamne la cruauté de Néron à exécuter les chrétiens, l'auteur montre peu de considération pour les sectateurs d'un individu livré à une mort infamante.
En outre, on peut lui assimiler des citations connues dans Les Annales telle celle-ci : « Major e longinquo reverentia » (l'éloignement augmente le prestige).

## L’historien

### Sa démarche
Sa valeur d’historien est très contestée : Tacite n’aurait pas été objectif dans ce qu’il écrivait et on conteste la rigueur de son information. On le considère comme trop passionné. Il savait cependant nuancer son portrait laudatif par l’appréciation des erreurs de ses héros (sa haine pour Tibère et Agrippine ne l’empêche pas de leur donner une dimension exceptionnelle dans son œuvre). Les récits des historiens romains postérieurs au règne de Néron, tels Tacite, Dion Cassius et Suétone, soulèvent ainsi une multitude d'interrogations sur la fiabilité de ces témoignages de « seconde main ».
Tacite, lorsqu’il écrivait ses œuvres, combinait plusieurs sources, les interprétait et les repensait d’une manière originale. Il bâtissait sa réflexion historique sur sa pensée philosophique. Il combinait la pensée des trois grands historiens qui l’ont précédé : Tite-Live, Salluste et Cicéron.

### Sa pensée
De plus, il laisse dans son œuvre certaines zones d’ombre, qui rendent difficile l’interprétation de sa pensée, et qui lui permettent de ne pas s’asservir à des thèses trop tranchées. Était-il un ami ou un ennemi de l’empire ? Il était certainement un ami de l’empire, et sans aucun doute un ami de Rome. Il servait les empereurs, ce qui ne l’empêchait pas de les critiquer. En fait, son but premier n’était pas de servir les empereurs, mais Rome. Il aurait été très proche d’Hadrien et de Trajan. Comme le dit Alain Michel, « Tacite se présente un peu comme l'Alceste de l'Histoire : parce qu'il ne veut flatter personne, il dit du mal de tous ; cependant, l'on éprouve toujours un peu de gêne à se rendre semblable à Philinte et à lui donner tort ».
Tacite accorde dans son œuvre une grande place à la philosophie, qu’il connaît sans doute grâce aux maîtres grecs qui se trouvaient à Rome à son époque. Il est le seul à parler des stoïciens dans son œuvre. Enfin, tout en écrivant, il n’a jamais cessé de penser à son temps. Les grands thèmes de l'œuvre de Tacite sont la glorification des grands administrateurs, la défense libérale de la domination romaine, la critique de la tyrannie, et l’éloge de la sagesse philosophique tempérée par la défiance à l’égard du fanatisme et du dogmatisme[réf. nécessaire].

## L’écrivain
Tacite, dont Racine écrit, dans la préface de Britannicus, qu'il est le « plus grand peintre de l’Antiquité », est à la fois homme de culture et homme d’ordre. Il a été formé par Marcus Aper et Julius Secundus qu’il met en scène dans le Dialogue des Orateurs. C’est en écoutant ses maîtres, comme lui Gaulois d’origine, que Tacite a nourri son talent. Comme son ami Pline le Jeune, il fut un orateur brillant et renommé qui admire Cicéron, mais ne l’imite pas. Il recherche non l’abondance mais la force expressive, ce que Pline appelle la semnotès, mot grec signifiant la gravité. Il était apprécié pour son style vif et concis.
Tacite savait faire des portraits grandioses et sobres de ses personnages. L’histoire lui offrait d’ailleurs de beaux sujets qu’il réussit à mettre en scène. Dans son œuvre, la grandeur s’est toujours jointe à l’ironie ou à l’amertume.
Sa production littéraire, s'inscrivant dans le cadre de son amitié pour Trajan et Pline le Jeune, était appréciée par le milieu impérial. Tacite fut l'historien officieux du régime, ce qui ne l'empêcha pas d'être aussi un historien critique.
Il a toujours été vu par le peuple comme un très bon historien et penseur[réf. nécessaire].

## Postérité
"Tacite, habile écrivain, mais rarement homme d'État." Nietzsche, Fragments 1880-1882, volume 3, projet Gutenberg, p. 174.

## Éditions et traductions
- Cornelius Tacitus, Opera omnia et in eum M. Z. Boxhornii, et H. Grotii observationes, Venetiis, Apud Iuntas, et Baba, 1645 (lire en ligne)
- Tacite, Œuvres complètes, traduction de J.L. Burnouf, 6 vol., Hachette, Paris, 1827-1835
- Tacite (trad. Pierre Grimal), Œuvres complètes, Paris, Gallimard, coll. « Pléiade », 1990, 1180 p..
- Tacite, Œuvres, dans la traduction de Nicolas Perrot d'Ablancourt, édition établie par Jean Pietri et Eric Pesty, volume relié, Paris, éditions Ivrea, 2004
- Tacite, La Germanie, trad. en ligne [lire en ligne]
- Tacite, Les Annales, éd. Flammarion, coll. Garnier Flammarion/Littérature étrangère, 1999 (ISBN 2-08-070071-5), trad. en ligne Les Annales
- Tacite, Histoires, texte établi et traduit par P. Wuilleumier et H. Le Bonniec, annoté par J. Hellegouarch (3 volumes), CUF, Paris, 1987-1992. Trad. en ligne
- Tacite, Agricola, texte latin établi d'après l'édition de Tony Woodman (Cambridge, 2014) et traduit par Édouard Michel, accompagné d'une transposition en images, Paris, Rue d'Ulm, 2022 (p. 133-193).

#### Biographies
- (de) Géza Alföldy, « Bricht der Schweigsame sein Schweigen ? Eine Grabinschrift in Rom », Mitteilungen des deutschen archäologischen Instituts, römische Abteilung, 102, 1995, p. 251-268.
- (en) Anthony R. Birley, « The Life and Death of Cornelius Tacitus », Historia, no 49,‎ 2000, p. 230-247 (JSTOR 4436577)
- Pierre Grimal, Tacite, Paris, Fayard, 1990, 416 p. (ISBN 9782213024974).
- (en) Ronald Syme, Tacitus, Oxford, Clarendon Press, 1958, 856 p.

#### Ouvrages critiques
- E. Aubrion, Rhétorique et histoire chez Tacite, Metz, 1985.
- Raymond Chevallier éd., Actes du colloque « Présence de Tacite », Tours, 1992.
- Xavier Darcos, Tacite, ses vérités sont les nôtres, Plon, 2006,  (ISBN 9-782259-202619). Réédition complétée et actualisée, Les Belles Lettres, 2024,  (ISBN 9-782251-455228).
- Olivier Devillers :
  1. L'art de la persuasion dans les Annales de Tacite, Latomus 223, Bruxelles, 1994,  (ISBN 9782870311639), 390 pages.
  2. Tacite et les sources des «Annales». Enquêtes sur la méthode historique, Bibliothèque d'Études Classiques, Louvain, 2003,  (ISBN 9042913339), 340 pages
  3. Les Opera minora et le développement de l’historiographie tacitéenne (dir.), Bordeaux, Ausonius, 2014.
- Fabrice Galtier, L'image tragique de l'Histoire chez Tacite, Latomus 333, Bruxelles, 2011 ainsi que notes de lecture sur Persée .
- R. Mellor, Tacitus, New York, Routledge, 1993.
- Alain Michel, Tacite et le destin de l'Empire, Paris, Arthaud, 1966.
- José Mambwini Kivuila-Kiaku, Tacite, l'histoire et les forces transcendantes, préface de Don Roberto Spataro, Paris, Éditions L'Harmattan, 2023.  (ISBN 978-2-14-049468-0)
- José Mambwini Kivuila-Kiaku, L'écriture de l'histoire chez Tacite, Paris, L'Harmattan, 2019.  (ISBN 978-2-343-17536-2)
- José Mambwini Kivuila-Kiaku, La poétique de l'espace dans les Opera minora de Tacite, préface de Rémy Poignault, Paris, L'Harmattan, 2016.  (ISBN 978-2-343-10193-4)
- José Mambwini Kivuila-Kiaku, La conception de l'histoire à Rome chez Salluste, Tite-Live et Tacite : étude littéraire de quelques préfaces, Paris, L'Harmattan, 2018.  (ISBN 978-2-343-14429-0)
- P. Robin, L'ironie chez Tacite, thèse présentée devant la faculté des lettres et sciences humaines de Paris le 5 décembre 1970, Lille, 2 vol.
- D. Sailor, Writing and Empire in Tacitus, Cambridge-New York, 2008.
- Bram ten Berge, Writing Imperial History: Tacitus from Agricola to Annales, University of Michigan Press, Ann Arbor, MI, 2023.
- Catherine Volpilhac-Auger, Tacite en France, de Montesquieu à Chateaubriand, Oxford, The Voltaire Foundation, 1993, XII-597 p. (thèse, Clermont-Ferrand, 1992).
- A. J. Woodman (éd.), The Cambridge Companion to Tacitus, Cambridge, Cambridge University Press, 2009.

#### Littérature
- Hédi Kaddour, La Nuit des orateurs (2021)
- Édouard Michel, Agricola, Paris, Étude de littérature ancienne n° 29, Rue d'Ulm, 2022 (assorti d'un « guide de A à Z de l'univers de Tacite », p. 90-130).

#### Bases de données et dictionnaires
- Ressources relatives aux beaux-arts :   - British Museum
  - Royal Academy of Arts
  - Sandrart.net
  - Te Papa Tongarewa
- Ressource relative à plusieurs domaines :   - Répertoire du patrimoine culturel du Québec
- Ressource relative à la littérature :   - Internet Speculative Fiction Database
- Ressource relative au spectacle :   - Les Archives du spectacle
- Ressource relative à la musique :   - Discogs
- Notices dans des dictionnaires ou encyclopédies généralistes :   - Britannica
  - Brockhaus
  - Deutsche Biographie
  - Dictionnaire historique de la Suisse
  - Dizionario di Storia
  - Enciclopedia italiana
  - Enciclopedia De Agostini
  - Gran Enciclopèdia Catalana
  - Hrvatska Enciklopedija
  - Internetowa encyklopedia PWN
  - Larousse
  - Nationalencyklopedin
  - Oxford Dictionary of National Biography
  - Proleksis enciklopedija
  - Store norske leksikon
  - Treccani
  - Universalis
- Notices d'autorité :   - VIAF
  - ISNI
  - BnF (données)
  - IdRef
  - LCCN
  - GND
  - Italie
  - Japon
  - CiNii
  - Espagne
  - Belgique
  - Pays-Bas
  - Pologne
  - Israël
  - NUKAT
  - Catalogne
  - Suède
  - Vatican